# SHEEP (日本のバンド)
SHEEP（シープ）は日本のロックバンド。

## メンバー
鈴木羊（すずき ひつじ）
ボーカル、ギター担当。
SHEEP解散後はバンド「再検査」（2001年〜2004年）で活動。2005年よりソロに転向している。
大野豊（おおの ゆたか）
ベース担当。
中里晋康（なかざと のぶやす）
ドラムス担当。

## 略歴
1996年結成。結成以降何度もバンド名を変え、1998年にSHEEPに落ち着く。
1998年、イーストウェスト・ジャパン（のちのワーナーミュージック・ジャパン）よりアルバム「カラスが鳴いてホームレスがこたえる」でメジャーデビュー。続けてシングル「ナツノマボロシ」、「ウララ」をリリース。「ナツノマボロシ」はTBS系深夜バラエティ番組『ワンダフル』内で放送されたアニメ『浦安鉄筋家族』主題歌に起用された。

2000年、インディーズレーベルよりマキシシングル「HAPPY?」、「魂をゆさぶれっ!!」を発売後、同年12月に突如解散した。
メンバーの一人である鈴木羊は、解散後もソロ活動などで作品を発表している。

## ディスコグラフィー

### 参加作品
| 発売日        | タイトル                                                  | 規格品番  | 曲順 | 楽曲                             |
| ------------- | --------------------------------------------------------- | --------- | ---- | -------------------------------- |
| 1998年8月19日 | 「浦安鉄筋家族」オリジナル・サウンドトラック(1)鼻毛な奴ら | AMCM-4391 | M.2  | ナツノマボロシ（TVヴァージョン） |

## タイアップ
| 使用年 | 曲名           | タイアップ                                                          |
| ------ | -------------- | ------------------------------------------------------------------- |
| 1998年 | ナツノマボロシ | TBS系『ワンダフル』内アニメ『浦安鉄筋家族』主題歌（1発目 - 16発目） |